# Johann Gottlieb Tamitius
Johann Gottlieb Tamitius, psán také jako Johann Gottlieb Damitius či Johann Tamitio, někdy nesprávně jako Johann Gottlob Tamitius (9. února 1691 Drážďany – 24./26. března 1769 Žitava) byl německý varhanář období baroka, jenž působil v Sasku a v severních Čechách.

## Život
Jeho otcem byl Andreas Tamitius (1633–1700), dvorní varhanář Saského kurfiřtství. Varhanářskému řemeslu se naučil u Johanna Georga Finkeho v Saalfeldu, ale od roku 1716 již působil samostatně v nové dílně v Žitavě. Dne 23. listopadu 1728 se oženil s Christianou Eleonorou Cadnerovou ze Žitavy, s níž měl jednoho syna - Johanna Gottloba (1738–1819). Ten v otcově řemesle pokračoval.
Johann Gottlieb měl také pobočnou dílnu v českém Hrádku nad Nisou, kde se u něho vyučil mezi lety 1754 až 1760 varhanář Johann Friedrich Treubluth (1739–1821). Krom Treublutha se vyučil varhanářskému řemeslu v Tamitiově dílně nejspíš i jeho švagr Johann Ernst Hähnel (1697–1777). Zemřel v roce 1769 v saské Žitavě, dílnu po něm převzal jeho zeť Leonhard Balthasar Schmahl (1729–1779) s nímž ještě za svého života postavil několik nových nástrojů. Krom varhan, u nichž byly ceněny především jeho flétnové rejstříky, stavěl také další klávesové nástroje.

## Dílo
Je známo 54 Tamitiových novostaveb, mezi nimi jsou zde uvedeny i přestavby a disposiční změny nástrojů původně jiných varhanářů.
Nové nástroje, postavené Johannem Gottliebem Tamitiem jsou jedno- či dvoumanuálové a ve většině případů mají méně než 20 rejstříků na mechanické traktuře a zásuvkové vzdušnici. Největší Tamitiovy varhany stály v Großschönau a měly 28 rejstříků, zanikly roku 1898.
- 1726 – Stráž pod Ralskem, výstavba nových varhan v kostele sv. Zikmunda se 14 rejstříky. Varhany se nezachovaly, roku 1912 je nahradil nový nástroj Heinricha Schiffnera.[8]
- 1727 – Turoszów
- 1727 – Železný Brod, oprava varhan Ignáce Tauchmanna v kostele sv. Jakuba Většího[8]
- 1729 – Neuzelle, varhany v kostele „U svatého Kříže“, do dneška se dochoval pouze vytepávaný prospekt[9]
- 1731 – Fünfeichen, novostavba varhan s 11 rejstříky v tamějším kostele, v roce 1881 byly přestavěny a rozšířeny varhanářem Johannem Friedrichem Gastem se synem[10]
- 1736 – Jiříkov, novostavba varhan v kostele sv. Jiří, později mnohokrát přestavovány[11]
- 1738 – Ebersbach/Sa., přestěhování varhan Christopha Dressela ze žitavského Johanniskirche. Nové žitavské varhany postavil slavný Gottfried Silbermann (zanikly 1757).[12]
- 1744 – Lossow (dnes část Frankfurtu nad Odrou), novostavba varhan o 17 rejstřících[6], zničeny spolu s kostelem v roce 1945
- 1744 – Skalice u České Lípy, stavba nových dvoumanuálových varhan s mechanickou trakturou a zásuvkovou vzdušnicí o 16 restřících v kostele sv. Anny spolu s Leonhardem Balthasarem Schmahlem[13]
- 1746 – Zákupy, stavba nových dvoumanuálových varhan s 19 rejstříky a třemi měchy v kostele sv. Fabiána a Šebestiána, později přesunuty do nově postaveného kostela, kde sloužily až do roku 1899.[14] (Bližší popis v tomto článku.)
- 1747 – Großschönau, stavba nových dvoumanuálových varhan s 28 rejstříky, zásuvkovou vzdušnicí a mechanickou tónovou a rejstříkovou trakturou. Tyto varhany měly třináct rejstříků na hlavním stroji (Hauptwerk) včetně osmistopé Trompety, deset rejstříků v pozitivu a pět rejstříků v pedálu s dvěma jazykovými registry – Posaunem 16´ a Trompete 8´.[15]
- 1748 – Mařenice, přestavba původních varhan v kostele sv. Máří Magdaleny.[16] Je velice pravděpodobné, že on byl oním neznámým varhanářem, jenž tyto pětirejstříkové varhany do kostela přestěhoval v roce 1746.
- 1748 – Mimoň, stavba nových varhan s dnes již neznámou dispozicí v kostele sv. Petra a Pavla spolu se svým zetěm Leonhardem Balthasarem Schmahlem. Varhany byly roku 1834 nahrazeny nástrojem novým z dílny bratrů Nasseů ze Zákup.[17]
- 1749-1750 – Sloup v Čechách, přestavba zdejších varhan postavených neznámým varhanářem kolem roku 1719. Tyto varhany Tamitius renovoval již v roce 1736, kdy je zapsán do kroniky jako žitavský varhanář. Z tohoto nástroje se zachovala pouze varhanní skříň, do níž roku 1909 vestavěl Heinrich Schiffner nástroj nový.[18]